# Andu
Andu (kinesiska: 安都, 安都乡) är en socken i Kina. Den ligger i provinsen Henan, i den centrala delen av landet, omkring 90 kilometer nordost om provinshuvudstaden Zhengzhou. Antalet invånare är 35 936. Befolkningen består av 17 514 kvinnor och 18 422 män. Barn under 15 år utgör 22,0 %, vuxna 15-64 år 71 %, och äldre över 65 år 6,0 %.
Genomsnittlig årsnederbörd är 655 millimeter. Den regnigaste månaden är juli, med i genomsnitt 196 mm nederbörd, och den torraste är januari, med 3 mm nederbörd.